# Landsverk L-30
Der Landsverk L-30 war ein leichter schwedischer Panzer aus den 1930er-Jahren.

## Geschichte
Die Haltbarkeit der Kettenlaufwerke der ersten Panzer ließ oft zu wünschen übrig. Deshalb, und um auch die Marschgeschwindigkeit in den Bereitstellungsraum zu erhöhen, wurde bis in die 1930er-Jahre hinein vielfach mit Rad-/Kettenfahrwerken experimentiert. So wurde in Schweden der Rad-/Kettenpanzer L-30 parallel zum Landsverk L-10 entwickelt, mit dem er viele Gemeinsamkeiten hatte. Er besaß wie der L-10 eine geschweißte Wanne und geneigte Frontpanzerplatten sowie eine Funkausrüstung. Konstruiert wurden beide Fahrzeuge von dem deutschen Ingenieur Joseph Vollmer. Vollmer war zu diesem Zeitpunkt Mitinhaber der Deutschen Automobil-Construktionsgesellschaft (DAC). Bis 1936 wurden von dieser Fahrzeuge und Motoren konstruiert und dann als komplette Werkszeichnung gegen Lizenzzahlung an Kraftfahrzeug- und Motorenfabriken verkauft.
Da im Deutschen Reich aufgrund der im Friedensvertrag von Versailles festgelegten Bestimmungen die Fertigung von Panzern verboten war, musste dies im Geheimen oder im Ausland erfolgen. Aus diesem Grunde hatte die Gutehoffnungshütte mit Sitz in Oberhausen die AB Landsverk in Landskrona erworben. Im Jahre 1930 beauftragte diese die DAC mit der Entwicklung von Panzern.
Die schwedischen Streitkräfte bestellten Ende 1931 ein Exemplar, welches erst 1935 ausgeliefert wurde. Dieses erhielt die Armeebezeichnung Stridsvagn fm/31 (Strv fm/31). Da es den Erwartungen nicht entsprach – insbesondere gab es Probleme mit dem komplizierten Fahrwerk – wurde es bereits 1936 abgestellt. Das Fahrzeug ist erhalten und kann heute im „Sveriges Försvarsfordonsmuseum – Arsenalen“ in Strängnäs besichtigt werden.

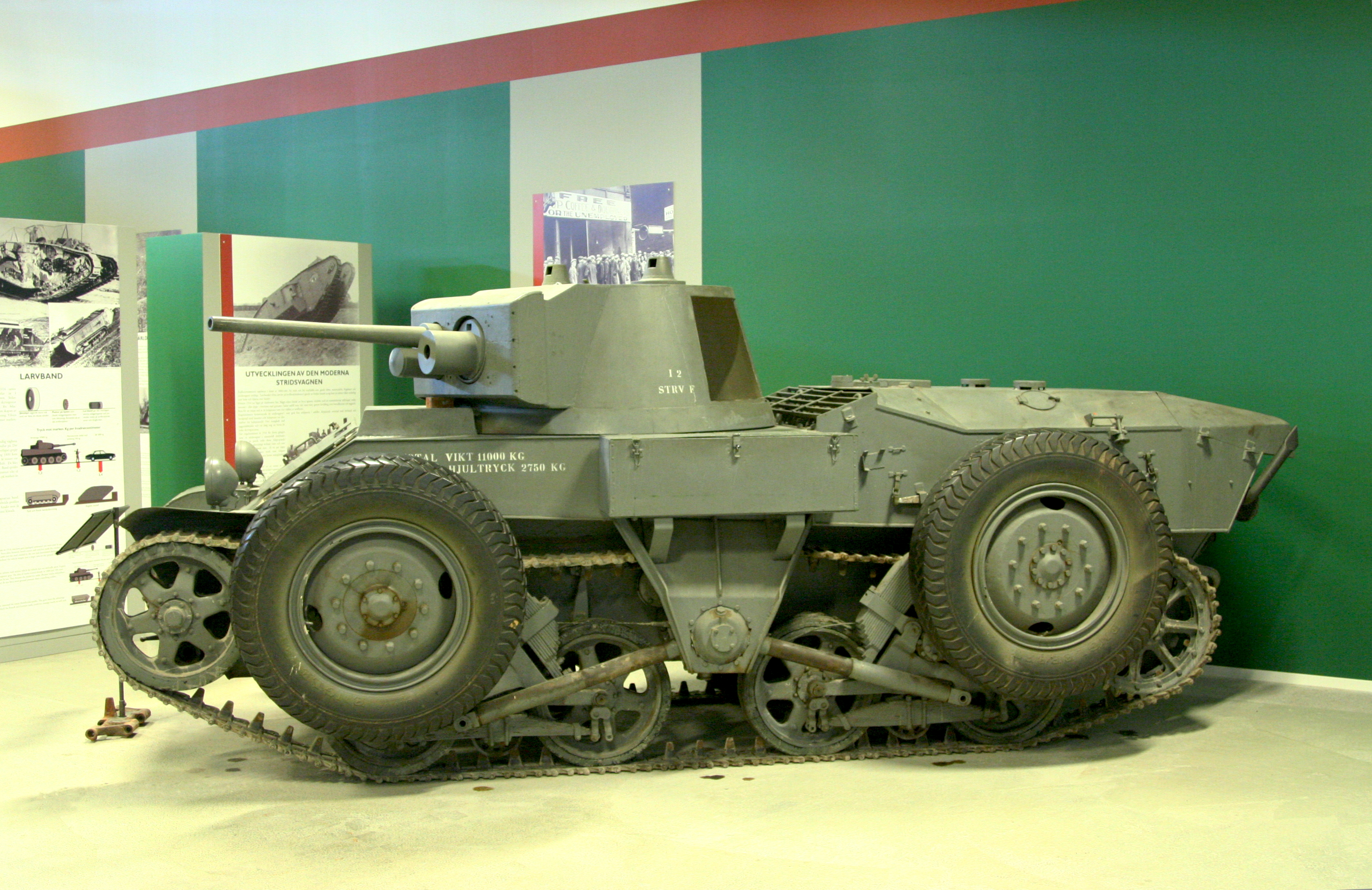
In Strängnäs